# Navas de San Antonio
Navas de San Antonio è un comune spagnolo di 295 abitanti situato nella comunità autonoma di Castiglia e León.